# Backesjön
Backesjön är en sjö i Strömsunds kommun i Ångermanland och ingår i Ångermanälvens huvudavrinningsområde. Sjön har en area på 0,169 kvadratkilometer och ligger 207,5 meter över havet. Sjön avvattnas av vattendraget Jansjönoret.

## Delavrinningsområde
Backesjön ingår i det delavrinningsområde (707870-153005) som SMHI kallar för Utloppet av Backesjön. Medelhöjden är 221 meter över havet och ytan är 1,8 kvadratkilometer. Räknas de 14 avrinningsområdena uppströms in blir den ackumulerade arean 69,78 kvadratkilometer. Jansjönoret som avvattnar avrinningsområdet har biflödesordning 3, vilket innebär att vattnet flödar genom totalt 3 vattendrag innan det når havet efter 143 kilometer. Avrinningsområdet består mestadels av skog (43 procent). Avrinningsområdet har 0,06 kvadratkilometer vattenytor vilket ger det en sjöprocent på 3,5 procent. Bebyggelsen i området täcker en yta av 0,48 kvadratkilometer eller 27 procent av avrinningsområdet.